# Mothocya halei
Mothocya halei är en kräftdjursart som beskrevs av Bruce1986. Mothocya halei ingår i släktet Mothocya och familjen Cymothoidae. Inga underarter finns listade i Catalogue of Life.